# Кубок африканських націй
Кубок африканських націй (фр. Coupe d'Afrique des nations, англ. Africa Cup of Nations, араб. كأس الأمم الإفريقية) — найважливіший футбольний турнір Африки для національних збірних, континентальна першість, яка влаштовується Африканською конфедерацією футболу (фр. Confédération africaine de football, КАФ). Перший розіграш відбувся у 1957 році у Судані. Починаючи з 1968 року турнір розігрується кожні два роки. Матчі фінальної частини турніру відбувались у січні — лютому, в останніх розіграшах влітку.
У 1957 році у чемпіонаті брали участь лише три країни з чотирьох, що входили до складу КАФ: Єгипет, Судан та Ефіопія. У змаганнях мала також взяти участь Південна Африка, але вона була дискваліфікована через політику апартеїду тодішнього політичного керівництва країни. Кількість учасників фінального розіграшу була збільшена до 16-ти у 1992 році: чотири групи по чотири команди, які грають по одному матчу з кожною іншою командою групи, дві найкращі команди в кожній групі виходять до стадії плей-оф, де граються чвертьфінали і півфінали, фінальний матч і матч за третє місце. Такий формат залишався до 2017 року, а вже із розіграшу 2019-ого кількість учасників збільшилась до 24-ох команд.
Поточним чемпіоном Африки є збірна Кот-д'Івуару, котра в розіграші 2023 року втретє здобула титул. Рекордсменом же за кількістю перемог залишається збірна Єгипту, яка перемагала у трьох поспіль чемпіонатах (у 2006, 2008 та 2010 роках); всього за історію розіграшів вона здобувала цей титул сім разів. Збірна Гани ставала чемпіоном чотири рази. За теперішнього часу розігрується вже третя версія турнірного трофею; перші дві були передані в довічне володіння відповідно збірним Гани (у 1982) і Камеруну (у 2002) після здобуття ними свого третього чемпіонського титулу.

## Історія

### Початок
Ідея про влаштування африканського футбольного турніру була започаткована у червні 1956 року, коли на третьому конгресі ФІФА у Лісабоні делегатом від Єгипту Абдельазізом Абдаллахом Салемом була висловлена пропозиція про організацію Африканської конфедерації футболу. Тоді ця пропозиція не була прийнята, зважаючи на малу кількість африканських членів ФІФА (лише чотири). Єгипетський делегат у відповідь на відмову покинув конгрес, сказавши: «Раз до нас не ставляться як до рівних, то ми не бачимо сенсу у нашій тут присутності»; його демарш підтримав суданський делегат Мохамед Абдельхалім, який також покинув засідання. Цей інцидент спонукав ФІФА пристати на пропозицію й ухвалити створення окремої конфедерації для Африки.
Відразу після заснування КАФ почалися приготування до загальноафриканського футбольного турніру. Абдельазіз Салем, перший голова КАФ, збирався назвати його своїм ім'ям, але після заперечень з боку інших членів КАФ турнір був названий Кубком Африки (Coupe d'Afrique), а ім'я Салема було надано трофею, який мали вручати переможцю. Перший розіграш Кубку Африки відбувся у лютому 1957 року в столиці Судану Хартумі; змагання урочисто відкрив суданський прем'єр-міністр Сайєд Ісмаель Ель-Азарі на щойно збудованому стадіоні місткістю 30000 глядачів. Цей турнір не мав кваліфікаційної стадії, позаяк у ньому мали взяти участь лише чотири країни-співзасновники КАФ: Ефіопія, Єгипет, Судан і Південно-Африканська Республіка. Більше того, позаяк Південна Африка погоджувалася прислати на турнір команду, складену лише з білих або лише з чорношкірих гравців (оскільки расово мішані команди заборонялися панівною у той час у країні політикою апартеїду), команда ПАР була дискваліфікована, і Ефіопія, яка згідно з жеребом мала грати у півфіналі з ПАР, потрапила до фіналу без боротьби. Таким чином, перший чемпіонат Африки складався лише з двох матчів — півфіналу і фіналу. У півфінальному матчі Єгипет переміг Судан з рахунком 2:1, у фіналі єгиптяни розгромили Ефіопію 4:0 і стали першими в історії футбольними чемпіонами Африки, отримавши приз Абдельазіза Салема. У той час у складі збірних дозволялось грати лише футболістам, що грали за клуби відповідної країни; легіонери до збірної не допускались.
Два роки по тому, у 1959 році, другий Кубок Африки приймав Каїр, столиця Об'єднаної Арабської Республіки — союзної держави, утвореної Єгиптом і Сирією. У цьому турнірі брали участь ті ж самі три команди, що й у 1957. Футболу надавалося дуже велике політичне значення: маршал Абдель Хакім Амер, друга за впливом політична фігура в ОАР після Гамаля Абделя Насера, доклав значних зусиль для того, щоб влаштувати свою довірену особу, генерала Абдельазіза Мустафу, на посаді голови КАФ. Збірна Єгипту подолала Ефіопію 4:0 і Судан 2:1 і зберегла за собою звання чемпіона Африки попри скарги з боку Судану на ворожі дії єгипетських уболівальників та незрозумілі рішення югославського арбітра Живко Баїча.
Третій Кубок Африки повинна була приймати Ефіопія у 1961 році, але він був перенесений на наступний рік у зв'язку з невдалою спробою державного перевороту у грудні 1960. У 1962 році кількість членів КАФ досягла дев'яти, і для визначення чотирьох учасників фінального розіграшу в Аддис-Абебі був вперше влаштований кваліфікаційний раунд. Поточний чемпіон (Єгипет) і країна-господар турніру (Ефіопія) здобували місця у фінальній частині змагань автоматично, до них приєднались переможці кваліфікаційного турніру збірні Тунісу та Уганди. Єгипет утретє вийшов до фіналу, подолавши у півфіналі Уганду 2:1, але чемпіоном цього разу стала збірна Ефіопії, яка перемогла Єгипет з рахунком 4:2 у додатковий час після того, як основний час матчу закінчився внічию 2:2.

### Період панування Гани
Гана, незалежна держава з 1957 року, вперше потрапила до фінального розіграшу Кубка Африки у 1963 році як країна-організатор турніру і здобула свій перший чемпіонський титул, подолавши у фінальному матчі в Аккрі збірну Судану з рахунком 3:0. Двома роками пізніше, на Кубку Африки (який тепер став називатись Кубком африканських націй) 1965 року в Тунісі збірна Гани повторила цей успіх, маючи у своєму складі лише двох гравців переможної команди попереднього чемпіонату, таким чином ставши другою командою після Єгипту, що здобула титул чемпіона Африки двічі. Кількість учасників фінального розіграшу цього разу була збільшена до шести. Слід зауважити, що багато африканських країн, засуджуючи висловлення туніського лідера Хабіба Бургіби на підтримку переговорів між Ізраїлем та Палестиною, відмовились брати участь у чемпіонаті 1965 року. Єгипет, який успішно пройшов кваліфікацію, щойно розірвав з Тунісом дипломатичні відносини і через це відмовився грати у фінальній стадії змагань. На його місце був запрошений Судан, який також відмовився. Кінець кінцем місце Єгипту у фінальному розіграші зайняла команда Конго-Леопольдвіля (сучасна Демократична Республіка Конго), яка навіть не брала участі у кваліфікації.
Під час розіграшу Кубка Африки 1968 року, який знову проходив в Ефіопії, згідно зі змінами, внесеними до регламенту змагань роком раніше, командам було надане право включати до свого складу до двох гравців, граючих за межами країни, а кількість учасників фінальних ігор була збільшена до восьми. У кваліфікаційному турнірі взяли участь 28 збірних. Вісім команд, що пройшли кваліфікацію, були розділені на дві групи по чотири команди, кожна команда в групі мала грати з кожною іншою, і дві найкращих команди кожної групи потрапляли до півфіналів (ця формула використовувалася до 1982 року). Завдяки голам легіонерів М'Пеле і Балекіти чемпіоном Африки 1968 року стала збірна Конго-Кіншаси, яка подолала у фіналі Гану з рахунком 1:0.
Починаючи з 1968 року змагання почали влаштовуватися раз на два роки, по парним рокам. Нападник збірної Кот-д'Івуару Лоран Поку, який забив шість голів на чемпіонаті 1968 року і вісім — на чемпіонаті 1970 року, став найкращим бомбардиром в історії Кубків Африки. На чемпіонаті 1970 року, який проводився у Судані, була вперше організована телевізійна трансляція матчів. Господар турніру, збірна Судану, здобула перший і поки що єдиний чемпіонський титул у своїй історії, подолавши з рахунком 1:0 Гану, яка дійшла до фіналу змагань четвертий раз поспіль.

### Десятиріччя чемпіонів

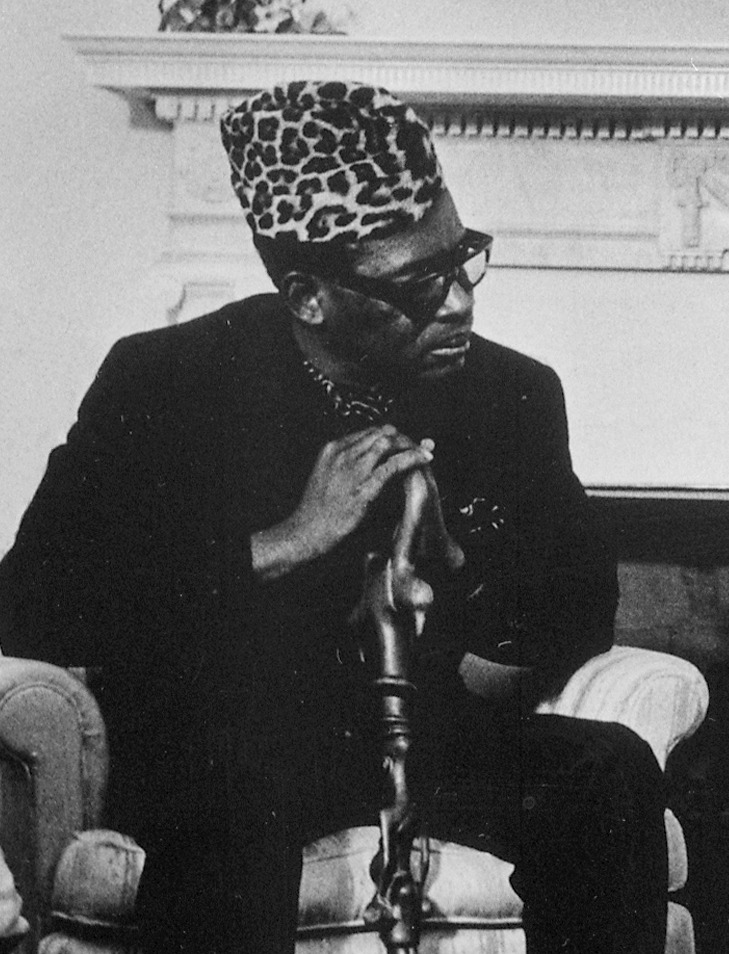
Лідер Заїру Мобуту Сесе Секо надав національній збірній свій президентський літак для повернення на батьківщину після перемоги на чемпіонаті Африки 1974 року.

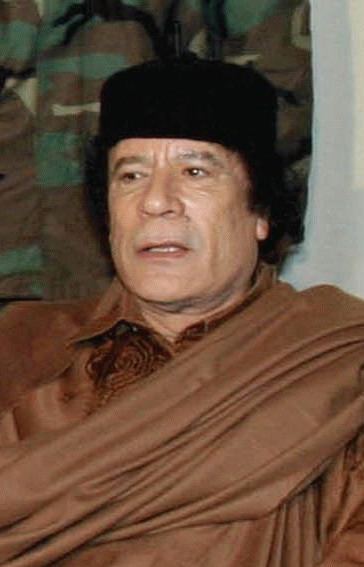
Лівійський лідер Муаммар Каддафі прагнув влаштувати Кубок Африки 1982 року у себе в країні для пропаганди ідей своєї «Зеленої книги».

Шість розіграшів Кубка Африки з 1970 по 1980 виграли шість різних країн: Судан, Конго, Заїр, Марокко, Гана і Нігерія. На чемпіонаті 1974 року другий титул здобув Заїр (перший титул у 1968 році країна здобула під назвою Конго-Кіншаса), подолавши у фіналі збірну Замбії. Вперше і востаннє в історії змагань для з'ясування переможця влаштовувався повторний матч після того, як основний і додатковий час фінального матчу завершився внічию 2:2. Нападник Ндає Муламба забив усі чотири заїрські голи в обох матчах. Для доставки переможної команди додому президент Заїру Мобуту Сесе Секо прислав до Каїру свій особистий літак. Через три місяці після цієї перемоги збірна Заїру стала першою командою Субсахарської Африки, яка пройшла кваліфікацію до чемпіонату світу. Втім, на світовій першості команда виступила невдало, зазнавши трьох поразок, у тому числі з рахунком 0:9 від збірної Югославії.
Збірна Марокко, у складі якої відзначився знаменитий марокканський футболіст Ахмед Фарас, здобула свій перший титул на Кубку Африки 1976 року, який втретє проходив в Ефіопії. У 1978 році третій чемпіонський титул здобула Гана; як першому тричі чемпіону Африки в історії Кубків Африки їй було дозволено зберегти в себе навічно турнірний трофей — Кубок Абдельазіза Салема, який був замінений іншою нагородою. У 1980 році Нігерія, яка на двох попередніх чемпіонатах поспіль посідала третє місце, нарешті виборола чемпіонство, подолавши у фіналі збірну Алжиру завдяки голам свого форварда Сегуна Одегбамі.

### Панування Камеруну і Нігерії
На чемпіонаті Африки 1982 року правила КАФ були приведені у відповідність до прийнятого ФІФА положення про те, що «всі гравці, що є громадянами країни згідно з її відповідним законодавством, мають право грати у складі її національної збірної». Ця реформа значно підвищила клас гри африканських збірних шляхом включення до їхнього складу великої кількості досвідчених професіоналів.
Муаммар Каддафі розгорнув шалену пропагандистську кампанію для залучення до своєї країни африканського чемпіонату та самміту Організації Африканської Єдності (у серпні того же року), на якому він розраховував бути обраним головою цієї організації. Цим зусиллям активно, хоча й невдало, протидіяв президент Єгипту Анвар Садат, який хотів провести чемпіонат саме у своїй країні і відчував особисту відразу до лівійського лідера. Жеребкування помістило обидві команди до однієї групи у фінальному розіграші змагань, але протистояння між політичними суперниками на футбольному полі не відбулося: після вбивства єгипетського президента 6 жовтня 1981 року Єгипет вирішив відмовитись від участі у чемпіонаті, і його місце посіла збірна Тунісу. Каддафі скористався церемонією відкриття турніру як трибуною для критики політики Франції у Чаді та загалом в Африці, засудження імперіалізму США, апартеїду, саудівської монархії, «фашистського» режиму Судану та зради спортивних ідеалів заради грошей. Протягом одинадцяти днів змагань футболістів і членів делегацій всюди переслідували цитати та лозунги «Зеленої книги» — програмної праці Каддафі, присвяченої побудові «суспільства нового типу» і панафриканській солідарності.
У фіналі чемпіонату зустрілися збірні Лівії та Гани. Напружений матч, який проходив при шаленій підтримці лівійських уболівальників, що постійно кидали на поле різні предмети, закінчився внічию 1:1, і Гана здобула свій четвертий чемпіонський титул за результатами серії післяматчевих пенальті (7:6), після якої на поле прорвався розлючений натовп глядачів.
Двома роками пізніше, на чемпіонаті 1984 року в Кот-д'Івуарі свій перший чемпіонський титул здобула збірна Камеруну, яка перемогла у фіналі збірну Нігерії з рахунком 3:1. У наступному розіграші в Єгипті Камерун зустрівся у фіналі з господарями турніру (відсутніми у фіналах кубка Африки з 1962 року) і поступився після серії післяматчевих пенальті з рахунком 5:4 (в основний та додатковий час матчу не було забито жодного гола). Камерунці відігралися через два роки, на чемпіонаті в Марокко, де вони знову зустрілися у фіналі з Нігерією і знову перемогли, цього разу з рахунком 2:0.
Чемпіонат 1990 року в Алжирі проходив у дуже напруженій політичній атмосфері: керівництво країни вело боротьбу з ісламістами, і лише за кілька місяців до початку змагань армія розстріляла у столиці студентську демонстрацію. Єгипет відмовився брати участь у чемпіонаті, але під тиском з боку КАФ і загрозою санкцій все ж таки погодився прислати команду, яка, однак, програла усі матчі групового турніру і покинула змагання. У фіналі збірна Нігерії знову, як і десять років тому, зустрілася зі збірною Алжиру, але подолати господарів турніру виявилася неспроможною, поступившись з рахунком 0:1.

### Повернення Південної Африки
У фінальному розіграші чемпіонату 1992 року, що проходив у Сенегалі, брало участь вже дванадцять команд, розділених на чотири групи по три команді, дві найкращі команди кожної групи потрапляли до чвертьфіналу. У фіналі зустрілися збірні Гани і Кот-д'Івуару; в основний і додатковий час голів забито не було, і чемпіон був визначений за результатом найдовшої в історії Кубків Африки (і міжнародних змагань взагалі) серії післяматчевих пенальті: з рахунком 11:10 перемогу і перший чемпіонський титул здобув Кот-д'Івуар.
На чемпіонаті 1994 року в Тунісі збірна Нігерії, яка незадовго до того вперше у своїй історії пройшла кваліфікацію до чемпіонату світу, підтвердила свій клас, виборовши титул чемпіона Африки у фінальному матчі проти збірної Замбії (значна частина гравців якої загинула в авіакатастрофі 28 квітня 1993 року). Нігерієць Рашиді Якіні вдруге став найкращім бомбардиром турніру.

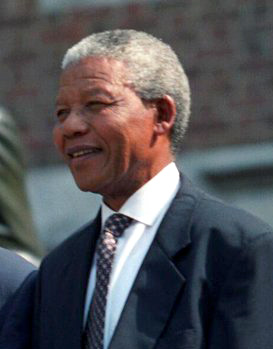
Нельсон Мандела

Ювілейний, 20-й чемпіонат Африки 1996 року відбувся у Південно-Африканській Республіці. Початково його мала приймати Кенія, але у 1994 році вона від цього відмовилась через фінансові труднощі. Це була перша поява Південної Африки у фінальному розіграші континентальної першості після чотирьох десятиріч перебування за межами великого футболу внаслідок політики расової дискримінації. Вперше Південна Африка брала участь у кваліфікації до Кубка Африки 1994 року, але тоді до фінальних змагань не потрапила. У 1996 році вона взяла в них участь як господар турніру. Кількість учасників фінальних змагань цього разу була збільшена до шістнадцяти: вони були поділені на чотири групи, з яких до чвертьфіналу виходили по дві найкращі команди. Нігерія відмовилась брати участь у фінальному розіграші через політичні протиріччя між військовим диктатором Нігерії Сані Абачею і президентом ПАР Нельсоном Манделою. Мандела закликав до встановлення ембарго проти Нігерії після страти 10 листопада 1995 року дев'яти активістів народу огоні, засуджених до смерті під час показового судового процесу. Наслідком відмови Нігерії взяти участь у змаганнях стало її чотирирічне вигнання з Кубків Африки (термін дискваліфікації було зменшено до двох років після успіху нігерійської збірної на Олімпійських іграх 1996 року, де вона здобула золоті медалі футбольного турніру). Збірна Південної Африки здобула свій перший чемпіонський титул, обігравши у фіналі збірну Тунісу з рахунком 2:0. На церемонії нагородження переможця Кубок Африки вперше прийняв білий футболіст — капітан південноафриканців Нейл Тоуві.
Збірна Південної Африки знову дісталася до фіналу на чемпіонаті 1998 року, що проходив у Буркіна-Фасо, але цього разу програла 0:2 збірній Єгипту, яка здобула четвертий чемпіонський титул у своїй історії. Матч за третє місце, в якому збірна ДР Конго грала проти господарів турніру збірної Буркіна-Фасо, запам'ятався тим, що буркінійська команда, програючи з рахунком 1:4, зуміла відігратись, забивши три м'ячі протягом п'яти останніх хвилин основного часу матчу. Позаяк додатковий час не виявив переможця, була влаштована серія пенальті, в якій удача була на боці конголезців. ДР Конго перемогла з рахунком 4:1 і посіла третє місце.

### Домінування Камеруну

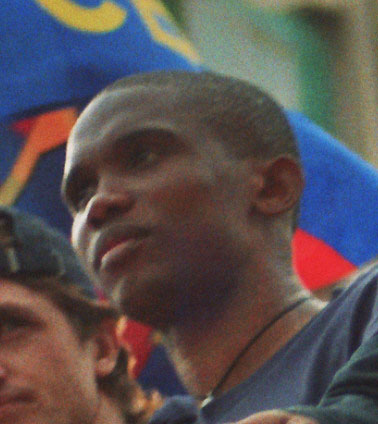
Камерунець Самюель Ето'о, утримує рекорд кількості забитих на Кубках африканських націй м'ячів.

Занепад в африканському футболі, який спричинило у 1990-х роках впровадження вільної циркуляції гравців між чемпіонатами європейських країн, підсилювався, але рішення ФІФА надати будь-якому громадянину країни право грати у складі її національної збірної створило нову тенденцію, яка дещо компенсувала падіння класу африканських національних чемпіонатів внаслідок відтоку гравців до Європи: європейські футболісти африканського походження внаслідок високої конкуренції за місце у збірних європейських країн приймали громадянство країни своїх батьків і починали грати за африканські збірні, наприклад, французький футболіст Фредерік Кануте почав грати за збірну Малі, забивши в її складі чотири м'ячі на Кубку Африки 2004 року.
Серед заходів КАФ, спрямованих на запобігання занепаду футболу в країнах Африки, була організація Ліги африканських чемпіонів по типу європейської, а також надання переваги країнам на південь від Сахари при прийнятті рішення про влаштування наступних розіграшів Кубка Африки: тоді як в країнах Північної Африки футбол має давні професійні традиції, клубний футбол Субсахарської Африки досі знаходиться переважно на напіваматорській стадії розвитку. Так за останні роки Кубки проходили в Малі, Нігерії і Гані, Кубок 2010 року розігруватиметься в Анголі, а 2012 — в Габоні й Екваторіальній Гвінеї.
На початку 2000-х років лідером африканського футболу знову стала збірна Камеруну, яка виграла чемпіонат 2000 року, що проходив у Гані та Нігерії після того, як від його організації відмовилася Зімбабве. Фінальний матч проти Нігерії завершився нічиєю 2:2, і Камерун здобув чемпіонський титул у серії пенальті. На чемпіонаті 2002 року в Малі «неспинні леви» (прізвисько збірної Камеруну) здобули другий чемпіонський титул поспіль, останнього разу таке вдавалося Гані у 1960 році. Цього разу, знову за допомогою післяматчевих пенальті, у фінальному матчі був переможений Сенегал.

### Підйом Єгипту
Двома роками пізніше Туніс, господар чемпіонату 2004 року, здобув свій перший титул чемпіона Африки, здолавши у фіналі з рахунком 2:1 збірну Марокко. У 2006 році переможцем знову стала країна-господар змагань — Єгипет, який став першим п'ятиразовим чемпіоном Африки. Через два роки в Гані Єгипет захистив свій титул, здолавши у фіналі збірну Камеруну, а ще через два роки збірна Єгипту стала семиразовим чемпіоном Африки.

### Нове десятиліття
Однак на цьому підйом Єгипту завершився. Команда не змогла пробитися на Кубок африканський націй 2012. Чемпіоном турніру сенсаційно стала збірна Замбії. Сам формат кубку зазнав змін: стало відомо, що він буде проводитися в рік, наступний після чемпіонату світу. Таке нововведення привело до того, що черговий кубок відбувся вже в 2013 році. Єгипет на нього знову не потрапив, а чемпіоном турніру стала інша титулована збірна — збірна Нігерії. 30-й кубок відбувся в 2015 році в Екваторіальній Гвінеї. Єгипет знову не зміг пробитися до фінальної частини, а чемпіоном стала збірна Кот-д'Івуару. Кубок африканських націй 2017 відбувався у Габоні протягом 14 січня — 5 лютого. Його переможцем стала збірна Камеруну.
У 2019 році переможцем змагання удруге в своїй історії стала збірна Алжиру, а сам турнір відбувалися в Єгипті. 33-й кубок проходив у січні-лютому 2022 року у Камеруні, хоча початково планувався на літо 2021. Переможцем вперше в своїй історії стала команда Сенегалу.

## Організація
Починаючи з 1968 року Кубок африканських націй з футболу проводиться раз на два роки, по парних роках. Цю незвичну для континентальних першостей дворічну періодичність КАФ пояснює бажанням сприяти якнайшвидшому розвитку футбольної інфраструктури у країнах-господарях чергових розіграшів.
За теперішнього часу змагання відбуваються на початку року (у січні — лютому), щоб уникнути сезону дощів чи спеки, які панують на Африканському континенті протягом літніх місяців. Зараз обговорюється пропозиція перенесення розіграшів Кубка на непарні роки (після 2016 року) для того, щоб африканським командам не приходилося виступати відразу у двох головних міжнародних змаганнях (Кубку Африки і чемпіонаті світу) протягом одного року.

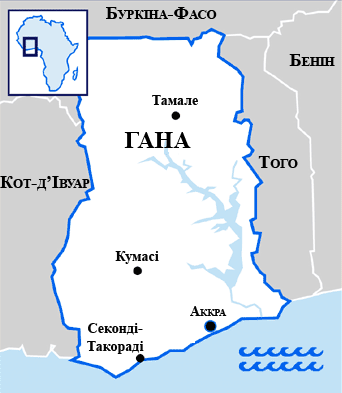
Місця проведення матчів Кубка Африки 2008 року в Гані.

Підготовкою і ходом змагань керує Конфедерація африканського футболу (КАФ). Під час прийняття рішення про проведення змагань у тій чи іншій країні береться до уваги велика кількість факторів: спортивних, регламентних, комерційних, економічних, соціальних, фінансових та з питань безпеки. Вибір країни-господаря відбувається за кілька років до чемпіонату; наприклад, Гана була обрана місцем проведення Кубка Африки 2008 у липні 2004 року
. Спеціальний комітет КАФ готує пул країн-претендентів, вибір з якого здійснюється шляхом таємного голосування усіх членів КАФ.
З моменту заснування Кубка Африки п'ятнадцять країн ставали місцем проведення його фінальних змагань; дві країни проводили континентальну першість чотири рази: Гана (у 1963, 1978, 2000 і 2008 роках) і Єгипет (у 1959, 1974, 1986 і 2006). Наступний розіграш КАФ вирішила провести у двох країнах, які досі Кубків ніколи у себе не приймали: Кубок 2012 року спільно влаштовуватимуть Габон і Екваторіальна Гвінея. У 2014 році Кубок Африки вдруге пройде у Лівії.
Фінал останньої африканської першості відбувся з 10 січня по 31 січня 2010 року в Анголі. Матчі турніру проходили на стадіонах столиці країни Луанда і у трьох інших ангольських містах: Бенгела, Кабінда і Лубанго.

## Регламент змагань
Починаючи з чемпіонату 1962 року змагання складаються з двох фаз — кваліфікаційної (відбірної) та фінальної. До 2006 року країна-господар чемпіонату і переможець попереднього розіграшу здобували місце у фінальній фазі змагань без проходження кваліфікації; починаючи з відбірного циклу до Кубка Африки 2006 такий привілей надається лише господарю турніру, а поточний чемпіон віднині має проходити кваліфікацію разом з іншими учасниками.

### Відбірний турнір
Регламент кваліфікаційного турніру змінювався з плином часу по мірі збільшення кількості країн — членів КАФ. Вперше кваліфікація була влаштована у 1962 році; до того, в перших двох розіграшах Кубка брали участь три з чотирьох співзасновників КАФ. У 1962 році кількість членів КАФ збільшилась, і була запроваджена кваліфікаційна фаза, яка тоді проводилася за олімпійською системою, у формі ігор на вибування. Така організація кваліфікації існувала до 1992 року, після чого була реформована за зразком кваліфікаційних змагань чемпіонату Європи: команди-претенденти розбиваються на групи (від чотирьох до семи) і грають всередині груп з кожною іншою командою по два матчі, один на своєму полі і один на виїзді; учасники фінальних змагань визначаються за результатами групового турніру.

### Фінальний розіграш
Організація фінальної фази змагань також зазнавала значних змін протягом часу. У 1957 році турнір був організований за олімпійською системою і складався з двох півфіналів і фіналу (один із півфінальних матчів не був зіграний через дискваліфікацію ПАР). У 1959 році розіграш проводився у формі міні-чемпіонату, коли кожна з трьох країн-учасниць грала з кожною іншою. За теперішнього часу використовується система, вперше упроваджена в 1996 році, коли кількість учасників фінальної фази була збільшена до 16.
Спочатку відбувається груповий турнір: 16 команд розбиваються на чотири групи по чотири команди кожна; всередині груп кожна команда грає з кожною іншою один матч. Дві найкращі команди з кожної групи потрапляють до наступної фази чемпіонату.
У різні роки застосовувались дещо відмінні критерії визначення найкращих команд у групах. Зараз діє система, стандартна для інших міжнародних змагань: враховується кількість набраних під час групового турніру очок, коли за перемогу команда отримує три очка, а за нічию обидві команди отримують по одному. Наразі рівної кількості набраних очок у декількох команд для їхнього ранжування застосовуються такі крітерії у такому порядку:
- кількість очок, набраних лише у матчах між цими командами;
- кількість забитих м'ячів у цих матчах;
- різниця забитих і пропущених м'ячів в усіх групових матчах;
- кількість забитих м'ячів в усіх групових матчах;
- індекс fair-play, який враховує кількість жовтих та червоних карток, отриманих гравцями команди в усіх групових матчах;
- наразі рівності усіх цих показників для виявлення кращої команди має бути використаний жереб.[19]

У завершальній фазі розіграшу таким чином беруть участь вісім команд; розіграш відбувається за олімпійською системою з вибуванням і складається з чвертьфінальних і півфінальних матчів, фіналу, в якому зустрічаються переможці півфіналів, і матчу за третє місце, де змагаються команди, що у півфіналах програли. Місця нижче четвертого не класифікуються.
Наразі нічийного результату матчу в цій фазі змагань команди грають два додаткові тайми по 15 хвилин. Якщо і додатковий час не виявляє переможця, влаштовується серія післяматчевих пенальті.

## Трофей
В історії Кубків африканських націй було три різні трофеї, якими нагороджувались переможці. Перший трофей, відлитий із бронзи, було названо на честь єгиптянина Абдельазіза Абдаллаха Салема, першого президента КАФ. Коли Гана 1978 року стала першим триразовим чемпіоном Африки, їй було дозволено залишити трофей у себе навічно.
Другий турнірний трофей мав назву «Кубок Африканської Єдності». Його подарувала КАФ Вища рада африканського спорту на початку 1980 року; на ньому були вигравірувані олімпійські кільця на тлі обрисів африканського континенту. 2000 року цей трофей отримала в довічне володіння збірна Камеруну, яка втретє стала чемпіоном Африки.
2001 року публіці представили третій трофей, виготовлений із накладного золота. Він має цілковито оригінальний дизайн і за формою жодним чином не нагадує дві попередні нагороди: це вежа, яка підтримує земну кулю з вирізьбленим на ній контуром Африки. Новий трофей було замовлено тій самій італійській компанії, яка виготовляла трофеї Кубка світу та інших змагань під егідою ФІФА. Нагорода вручається переможцям Кубку африканських націй починаючи з розіграшу 2002 року; її першим володарем також стала збірна Камеруну, яка отримала в довічне володіння попередній трофей. Найкращі шанси забрати до себе навічно третій кубок має збірна Нігерії, дворазовий чемпіон Африки (1980 і 1994 років), яка продовжує демонструвати доволі високі результати.

## Статистика

### Країни, які брали участь у фінальних розіграшах Кубка Африки
Кожна країна-член КАФ має можливість взяти участь у фінальних змаганнях Кубка африканських націй шляхом проходження кваліфікаційного турніру. Практично у кожному сезоні якась країна вперше потрапляє до фінального розіграшу Кубка. У першому розіграші в 1957 році брали участь команди усіх чотирьох тогочасних членів КАФ (Ефіопії, Єгипту, Південної Африки та Судану); втім, Південна Африка була виключена зі складу КАФ напередодні змагань і була знову прийнята лише у 1990-х роках. Коло учасників фінальних змагань Кубка Африки з часом розширювалося таким чином:
| Рік       | Вперше у фінальних змаганнях                             |
| --------- | -------------------------------------------------------- |
| 1957      | Ефіопія · Єгипет · Судан                                 |
| 1959      | —                                                        |
| 1962      | Уганда · Туніс                                           |
| 1963      | Гана · Нігерія                                           |
| 1965      | Кот-д'Івуар · Конго-Кіншаса (сучасна ДР Конго) · Сенегал |
| 1968      | Алжир · Конго                                            |
| 1970      | Камерун · Гвінея                                         |
| 1972      | Кенія · Малі · Марокко · Того                            |
| 1974      | Маврикій · Замбія                                        |
| 1976      | —                                                        |
| 1978      | Верхня Вольта (сучасна Буркіна-Фасо)                     |
| 1980      | Танзанія                                                 |
| 1982      | Лівія                                                    |
| 1984      | Малаві                                                   |
| 1986      | Мозамбік                                                 |
| 1988–1992 | —                                                        |
| 1994      | Габон · Сьєрра-Леоне                                     |
| 1996      | Ангола · Ліберія · ПАР                                   |
| 1998      | Намібія                                                  |
| 2000–2002 | —                                                        |
| 2004      | Бенін · Зімбабве · Руанда                                |
| 2006–2010 | —                                                        |
| 2012      | Ботсвана · Екваторіальна Гвінея · Нігер                  |
| 2013      | Кабо-Верде                                               |
| 2015      | —                                                        |
| 2017      | Гвінея-Бісау                                             |
| 2019      | Бурунді · Мавританія · Мадагаскар                        |
| 2021      | Гамбія · Коморські Острови                               |
| 2023–2025 | —                                                        |

| Разів | Країни                                                                          |
| ----- | ------------------------------------------------------------------------------- |
| 27    | Єгипет                                                                          |
| 26    | Кот-д'Івуар                                                                     |
| 24    | Гана                                                                            |
| 22    | Камерун · Туніс                                                                 |
| 21    | ДР Конго · Нігерія · Алжир                                                      |
| 20    | Марокко                                                                         |
| 19    | Замбія                                                                          |
| 18    | Сенегал                                                                         |
| 14    | Буркіна-Фасо · Гвінея · Малі                                                    |
| 12    | ПАР                                                                             |
| 10    | Ангола · Ефіопія · Судан                                                        |
| 9     | Габон                                                                           |
| 8     | Того · Уганда                                                                   |
| 7     | Конго                                                                           |
| 6     | Зімбабве · Мозамбік                                                             |
| 5     | Бенін · Кенія · Екваторіальна Гвінея                                            |
| 4     | Кабо-Верде · Танзанія · Намібія · Гвінея-Бісау                                  |
| 3     | Лівія · Мавританія                                                              |
| 2     | Ліберія · Сьєрра-Леоне · Нігер · Малаві · Коморські Острови · Ботсвана · Гамбія |
| 1     | Маврикій · Руанда · Бурунді · Мадагаскар                                        |

Станом на 2025 рік із 56 країн-членів КАФ, 54 з яких повноцінні та дві асоційованих (острів Занзібар, що належить Танзанії, та Реюньйон, французька територія) у фінальних змаганнях Кубка Африки брали участь 44. Рекорд кількості виступів належить збірній Єгипту, яка брала участь у 27-х Кубках Африки з 35. Жодного разу не діставалися до фінальних змагань Кубків Африки 10 країн — членів КАФ:
| - Джибуті - Еритрея - Лесото - Сан-Томе і Принсіпі - Есватіні | - Сейшельські Острови - Південний Судан - Сомалі - ЦАР - Чад |

### Розіграші
| №  | Рік  | Місце проведення               |                                                                           | Фінал                                                                         | Фінал                         | Фінал       |                                                   | Матч за третє місце                               | Матч за третє місце | Матч за третє місце  | Найкращі бомбардири                                                                    |
| №  | Рік  | Місце проведення               | Чемпіон                                                                   |                                                                               | Друге місце                   | Третє місце |                                                   | Четверте місце                                    | |                      | Найкращі бомбардири                                                                    |
| -- | ---- | ------------------------------ | ------------------------------------------------------------------------- | ----------------------------------------------------------------------------- | ----------------------------- | ----------- | ------------------------------------------------- | ------------------------------------------------- | --- | -------------------- | -------------------------------------------------------------------------------------- |
| 1  | 1957 | Судан                          | Єгипет                                                                    | 4 : 0                                                                         | Ефіопія                       | Судан       | Південно-Африканський Союз · дискваліфікована (1) | Південно-Африканський Союз · дискваліфікована (1) | Мохаммед Діаб Ель-Аттар (5) |                      |                                                                                        |
| 2  | 1959 | Єгипет                         | Єгипет (2)                                                                | 2 : 1(2)                                                                      | Судан                         | Ефіопія     | лише три країни брали участь                      | лише три країни брали участь                      | Махмуд Аль-Гохарі (3) |                      |                                                                                        |
| 3  | 1962 | Ефіопія                        | Ефіопія                                                                   | 4 : 2 дод. час                                                                | Єгипет                        | Туніс       | 3 : 0                                             | Уганда                                            | Абдельфаттах Бодаві (3) Менгісту Ворку (3)                                                                                        |                      |                                                                                        |
| 4  | 1963 | Гана                           | Гана                                                                      | 3 : 0                                                                         | Судан                         | Єгипет      | 3 : 0                                             | Ефіопія                                           | Хассан Ель-Шазлі (6) |                      |                                                                                        |
| 5  | 1965 | Туніс                          | Гана (2)                                                                  | 3 : 2 дод. час                                                                | Туніс                         | Кот-д'Івуар | 1 : 0                                             | Сенегал                                           | Бен Ачеампонг (3) Осеї-Кофіл (3) Есташ Мангле (3)                                                                                 |                      |                                                                                        |
| 6  | 1968 | Ефіопія (вдруге)               | Конго-Кіншаса                                                             | 1 : 0                                                                         | Гана                          | Кот-д'Івуар | 1 : 0                                             | Ефіопія                                           | Лоран Поку (6) |                      |                                                                                        |
| 7  | 1970 | Судан (вдруге)                 | Судан                                                                     | 1 : 0                                                                         | Гана                          | Єгипет      | 3 : 1                                             | Кот-д'Івуар                                       | Лоран Поку (8) |                      |                                                                                        |
| 8  | 1972 | Камерун                        | Республіка Конго                                                          | 3 : 2                                                                         | Малі                          | Камерун     | 5 : 2                                             | Заїр                                              | Шейх Кейта (5) |                      |                                                                                        |
| 9  | 1974 | Єгипет (вдруге)                | Заїр (2)                                                                  | 2 : 2 дод. час 2 : 0 повт.                                                    | Замбія                        | Єгипет      | 4 : 0                                             | Конго                                             | Ндає Муламба (9) |                      |                                                                                        |
| 10 | 1976 | Ефіопія (втретє)               | [[Файл:Flag of Morocco.svg\|border\|40px\|Марокко]] Марокко               | n/a(3)                                                                        | Гвінея                        | Нігерія     | n/a(3)                                            | Єгипет                                            | Нжо Леа (4) |                      |                                                                                        |
| 11 | 1978 | Гана (вдруге)                  | Гана (3)                                                                  | 2 : 0                                                                         | Уганда                        | Нігерія     | 2 : 0(4)                                          | Туніс                                             | Філіп Омонді (4) |                      |                                                                                        |
| 12 | 1980 | Нігерія                        | [[Файл:Flag of Nigeria.svg\|border\|40px\|Нігерія]] Нігерія               | 3 : 0                                                                         | Алжир                         | Марокко     | 2 : 0                                             | Єгипет                                            | Халед Лабієд (3) Сегун Одегбамі (3)                                                                                               |                      |                                                                                        |
| 13 | 1982 | Лівія                          | Гана (4)                                                                  | 1 : 1 дод. час (7 : 6) п. пен                                                 | Лівія                         | Замбія      | 2 : 0                                             | Алжир                                             | Джордж Альхассан (4) |                      |                                                                                        |
| 14 | 1984 | Кот-д'Івуар                    | Камерун                                                                   | 3 : 1                                                                         | Нігерія                       | Алжир       | 3 : 1                                             | Єгипет                                            | Тагер Абу-Зейд (4) |                      |                                                                                        |
| 15 | 1986 | Єгипет (втретє)                | Єгипет (3)                                                                | 0 : 0 дод. час (5 : 4) п. пен                                                 | Камерун                       | Кот-д'Івуар | 3 : 2                                             | Марокко                                           | Роже Мілла (4) |                      |                                                                                        |
| 16 | 1988 | Марокко                        | Камерун (2)                                                               | 2 : 0                                                                         | Нігерія                       | Алжир       | 1 : 1 дод. час (4 : 3) п. пен                     | Марокко                                           | Лахдар Беллумі (2) Джамаль Абдель Хамід (2) Роже Мілла (2) Абдулає Траоре (2)                                                     |                      |                                                                                        |
| 17 | 1990 | Алжир                          | [[Файл:Flag of Algeria.svg\|border\|40px\|Алжир]] Алжир                   | 1 : 0                                                                         | Нігерія                       | Замбія      | 1 : 0                                             | Сенегал                                           | Джамель Менад (4) |                      |                                                                                        |
| 18 | 1992 | Сенегал                        | [[Файл:Flag of Côte d'Ivoire.svg\|border\|40px\|Кот-д'Івуар]] Кот-д'Івуар | 0 : 0 дод. час (11 : 10) п. пен                                               | Гана                          | Нігерія     | 2 : 1                                             | Камерун                                           | Рашиді Єкіні (4) |                      |                                                                                        |
| 19 | 1994 | Туніс (вдруге)                 | [[Файл:Flag of Nigeria.svg\|border\|40px\|Нігерія]] Нігерія (2)           | 2 : 1                                                                         | Замбія                        | Кот-д'Івуар | 3 : 1                                             | Малі                                              | Рашиді Єкіні (5) |                      |                                                                                        |
| 20 | 1996 | Південна Африка                | [[Файл:Flag of South Africa.svg\|border\|40px\|ПАР]] Південна Африка      | 2 : 0                                                                         | Туніс                         | Замбія      | 1 : 0                                             | Гана                                              | Калуша Бвалья (5) |                      |                                                                                        |
| 21 | 1998 | Буркіна-Фасо                   | Єгипет (4)                                                                | 2 : 0                                                                         | ПАР                           | ДР Конго    | 4 : 4(5) (4 : 1) п. пен                           | Буркіна-Фасо                                      | Хоссам Хассан (7) Бенедикт Маккарті (7)                                                                                           |                      |                                                                                        |
| 22 | 2000 | Гана (втретє) Нігерія (вдруге) | Камерун (3)                                                               | 2 : 2 дод. час (4 : 3) п. пен                                                 | Нігерія                       | ПАР         | 2 : 2 дод. час (4 : 3) п. пен                     | Туніс                                             | Шон Бартлетт (5) |                      |                                                                                        |
| 23 | 2002 | Малі                           | Камерун (4)                                                               | 0 : 0 дод. час (3 : 2) п. пен                                                 | Сенегал                       | Нігерія     | 1 : 0                                             | Малі                                              | Джуліус Агахова (3) Патрік Мбома (3) Саломон Олебме (3)                                                                           |                      |                                                                                        |
| 24 | 2004 | Туніс (втретє)                 | [[Файл:Flag of Tunisia.svg\|border\|40px\|Туніс]] Туніс                   | 2 : 1                                                                         | Марокко                       | Нігерія     | 2 : 1                                             | Малі                                              | Патрік Мбома (4) Фредерік Кануте (4) Юсеф Мохтарі (4) Джей-Джей Окоча (4) Франсілеуду Сантус (4)                                  |                      |                                                                                        |
| 25 | 2006 | Єгипет (вчетверте)             | Єгипет (5)                                                                | 0 : 0 дод. час (4 : 2) п. пен                                                 | Кот-д'Івуар                   | Нігерія     | 1 : 0                                             | Сенегал                                           | Самюель Ето'о (5) |                      |                                                                                        |
| 26 | 2008 | Гана (вчетверте)               | Єгипет (6)                                                                | 1 : 0                                                                         | Камерун                       | Гана        | 4 : 2                                             | Кот-д'Івуар                                       | Самюель Ето'о (5) |                      |                                                                                        |
| 27 | 2010 | Ангола                         | Єгипет (7)                                                                | 1 : 0                                                                         | Гана                          | Нігерія     | 1 : 0                                             | Алжир                                             | Мохамед Ґедо (5) |                      |                                                                                        |
| 28 | 2012 | Габон Екв. Гвінея              | Замбія                                                                    | 0 : 0 дод. час (8 : 7) п. пен                                                 | Кот-д'Івуар                   | Малі        | 2 : 0                                             | Гана                                              | Манушу (3) П'єр-Емерік Обамеянг (3) Крістофер Катонго (3) Еммануель Маюка (3) Дідьє Дрогба (3) Шейх Діабате (3) Хуссін Харджа (3) |                      |                                                                                        |
| 29 | 2013 | Південна Африка (вдруге)       | [[Файл:Flag of Nigeria.svg\|border\|40px\|Нігерія]] Нігерія (3)           | 1 : 0                                                                         | Буркіна-Фасо                  | Малі        | 3 : 1                                             | Гана                                              | Мубарак Вакасо (4) Еммануель Еменіке (4)                                                                                          |                      |                                                                                        |
| 30 | 2015 | Екв. Гвінея (вдруге)           |                                                                           | [[Файл:Flag of Côte d'Ivoire.svg\|border\|40px\|Кот-д'Івуар]] Кот-д'Івуар (2) | 0 : 0 дод. час (9 : 8) п. пен | Гана        |                                                   | ДР Конго                                          | 0 : 0 дод. час (4 : 2) п. пен | Екваторіальна Гвінея | Андре Аю (3) Тьєві Біфума (3) Ахмед Акаїші (3) Хав'єр Бальбоа (3) Дьємерсі Мбокані (3) |
| 31 | 2017 | Габон (вдруге)                 |                                                                           | Камерун (5)                                                                   | 2 : 1                         | Єгипет      |                                                   | Буркіна-Фасо                                      | 1 : 0 | Гана                 | Жуніор Кабананга (3)                                                                   |
| 32 | 2019 | Єгипет (уп'яте)                |                                                                           | [[Файл:Flag of Algeria.svg\|border\|40px\|Алжир]] Алжир (2)                   | 1 : 0                         | Сенегал     |                                                   | Нігерія                                           | 1 : 0 | Туніс                | Одіон Ігало (5)                                                                        |
| 33 | 2021 | Камерун (вдруге)               |                                                                           | [[Файл:Flag of Senegal.svg\|border\|40px\|Сенегал]] Сенегал (1)               | 0 : 0 дч (4 : 2) п. пен       | Єгипет      |                                                   | Камерун                                           | 3 : 3 (5 : 3) п. пен | Буркіна-Фасо         | Венсан Абубакар (8)                                                                    |
| 34 | 2023 | Кот-д'Івуар (вдруге)           |                                                                           | [[Файл:Flag of Côte d'Ivoire.svg\|border\|40px\|Кот-д'Івуар]] Кот-д'Івуар (3) | 2 : 1                         | Нігерія     |                                                   | ПАР                                               | 0 : 0 (6 : 5) п. пен | ДР Конго             | Еміліо Нсуе (5)                                                                        |
| 35 | 2025 | Марокко (вдруге)               |                                                                           | TBD                                                                           | TBD                           | TBD         |                                                   | TBD                                               | TBD | TBD                  | TBD                                                                                    |

(1) У 1957 році Південна Африка, яка у півфіналі мала грати проти Ефіопії, напередодні змагань була дискваліфікована за відмову прислати на чемпіонат расово мішану команду (що заборонялося пануючою тоді у країні політикою апартеїду).
(2) У 1959 році розіграш проводився у формі міні-чемпіонату; кожна команда грала проти двох інших, і переможець визначався кількістю набраних очок. Єгипет став чемпіоном завдяки перемозі 2:1 над Суданом в останньому матчі, який традиційно вважається фіналом цього турніру.
(3) Регламентом Кубка 1976 року окремий фінальний матч не передбачався; чемпіон і місця з другого по четверте визначалися кількістю очок, набраних чотирма найкращими командами у фінальному груповому турнірі.
(4) У 1978 році технічна перемога з рахунком 2:0 у матчі за третє місце була присуджена Нігерії після того, як на 42-й хвилині матчу збірна Тунісу покинула поле при нічийному рахунку 1:1.
(5) У матчі за третє місце в турнірі 1988 року серія післяматчевих пенальті була влаштована відразу по закінченні основного часу матчу, без додаткових 15-хвилинних таймів.

### Чемпіони та фіналісти
| Перемог | Фіналів | Команда      | Роки                                                       |
| ------- | ------- | ------------ | ---------------------------------------------------------- |
| 7       | 10      | Єгипет       | 1957, 1959, 1962, 1986, 1998, 2006, 2008, 2010, 2017, 2021 |
| 5       | 7       | Камерун      | 1984, 1986, 1988, 2000, 2002, 2008, 2017                   |
| 4       | 8       | Гана         | 1963, 1965, 1968, 1970, 1978, 1982, 1992, 2015             |
| 3       | 8       | Нігерія      | 1980, 1984, 1988, 1990, 1994, 2000, 2013, 2023             |
| 3       | 5       | Кот-д'Івуар  | 1992, 2006, 2012, 2015, 2023                               |
| 2       | 3       | Алжир        | 1980, 1990, 2019                                           |
| 2       | 2       | ДР Конго     | 1968, 1974                                                 |
| 1       | 2       | Ефіопія      | 1957, 1962                                                 |
| 1       | 3       | Судан        | 1959, 1963, 1970                                           |
| 1       | 1       | Конго        | 1972                                                       |
| 1       | 2       | Марокко      | 1976, 2004                                                 |
| 1       | 2       | ПАР          | 1996, 1998                                                 |
| 1       | 3       | Туніс        | 1965, 1996, 2004                                           |
| 1       | 3       | Замбія       | 1974, 1994, 2012                                           |
| 1       | 3       | Сенегал      | 2002, 2019, 2021                                           |
|         | 1       | Малі         | 1972                                                       |
|         | 1       | Гвінея       | 1976                                                       |
|         | 1       | Уганда       | 1978                                                       |
|         | 1       | Лівія        | 1982                                                       |
|         | 1       | Буркіна-Фасо | 2013                                                       |

### Країни-організатори
| Країна               | Разів | Роки                         |
| -------------------- | ----- | ---------------------------- |
| Єгипет               | 5     | 1959, 1974, 1986, 2006, 2019 |
| Гана                 | 4     | 1963, 1978, 2000 (1), 2008   |
| Ефіопія              | 3     | 1962, 1968, 1976             |
| Туніс                | 3     | 1965, 1994, 2004             |
| Габон                | 2     | 2012 (3), 2017               |
| Нігерія              | 2     | 1980, 2000 (1)               |
| Судан                | 2     | 1957, 1970                   |
| Південна Африка      | 2     | 1996, 2013                   |
| Екваторіальна Гвінея | 2     | 2012 (3), 2015               |
| Алжир                | 1     | 1990                         |
| Буркіна-Фасо         | 1     | 1998                         |
| Камерун              | 2     | 1972, 2021                   |
| Кот-д'Івуар          | 2     | 1984, 2023                   |
| Лівія                | 1     | 1982                         |
| Малі                 | 1     | 2002                         |
| Марокко              | 1     | 1988                         |
| Сенегал              | 1     | 1992                         |
| Ангола               | 1     | 2010                         |

(1) Кубок Африки 2000 року проводився у двох країнах — Гані і Нігерії.
(3) Кубок Африки 2012 року проводився у двох країнах — Габоні й Екваторіальній Гвінеї.

### Рекорди
- Командні рекорди:
  - Найбільша кількість чемпіонських титулів:  Єгипет — 7-разовий чемпіон (1957, 1959, 1986, 1998, 2006, 2008, 2010).
  - Найбільша кількість появ у фіналі поспіль:  Гана — чотири фінали поспіль (1963, 1965, 1968, 1970).
  - Найбільша кількість появ у фінальному розіграші:  Єгипет — брав участь у 24 Кубках Африки з 32.
- Індивідуальні рекорди:
  - Найбільш титуловані гравці:
    -  Ессам Аль-Гадарі — триразовий чемпіон Африки (1998, 2006, 2008).
    -  Хоссам Хассан — триразовий чемпіон Африки (1986, 1998, 2006).
    -  Ахмед Хассан — чотириразовий чемпіон Африки (1998, 2006, 2008, 2010).

  - Гравці, що брали участь у найбільшій кількості розіграшів:
    -  Рігоберт Сонг — вісім (з 1996 до 2010).
    -  Ахмед Хассан — вісім (з 1996 до 2010).
    -  Асамоа Г'ян — вісім (з 2006 до 2019).

  - Найкращий бомбардир в історії Кубка Африки:
    -  Самюель Ето'о — 18 голів.

  - Найбільша кількість м'ячів, забитих протягом одного розіграшу:
    -  Муамба Ндайє — 9 голів у 1974.

  - Найтитулованіший тренер:
    -  Чарльз Гуамфі — три перемоги зі збірною Гани (1963, 1965, 1982).
    -  Хасан Шехата — три перемоги зі збірною Єипту (2006, 2008, 2010).
- Інші рекорди:
  - Найбільша перемога: 6:1 (Кот-д'Івуар — Ефіопія в 1970).
  - Найбільша кількість голів в одному матчі: 9 (Єгипет 6:3 Нігерія в 1963).
  - Найбільша кількість голів під час одного розіграшу: 102 (в середньому 1,96 за матч) у 2019 (після розширення кількості учасників до 24).
  - Найдовша серія післяматчевих пенальті: 12:11 (Кот-д'Івуар — Камерун у 2006, 1:1 по закінченні основного і додаткового часу).
  - Найшвидший гол: 23-я секунда — Айман Мансур (Єгипет) у матчі проти Габону в 1994.
  - Найбільша кількість глядачів під час розіграшу: 943 053 у 2019 (в середньому 18 136 глядачів на матч), після розширення кількості учасників до 24.
  - Найбільш відвідуваний матч: Єгипет — Камерун у 1986, більше 100 000 глядачів.

### Найкращі бомбардири
| Гравець            | Збірна      | Голів |
| ------------------ | ----------- | ----- |
| Самюель Ето'о      | Камерун     | 18    |
| Лоран Поку         | Кот-д'Івуар | 14    |
| Рашиді Єкіні       | Нігерія     | 13    |
| Хассан Ель-Шазлі   | Єгипет      | 12    |
| Патрік Мбома       | Камерун     | 11    |
| Хоссам Хассан      | Єгипет      | 11    |
| Дідьє Дрогба       | Кот-д'Івуар | 11    |
| Калуша Бвалья      | Замбія      | 10    |
| Менгісту Ворку     | Ефіопія     | 10    |
| Ндає Муламба       | Заїр        | 10    |
| Франсілеуду Сантус | Туніс       | 10    |
| Жоель Тьєгі        | Кот-д'Івуар | 10    |
| Абдулає Траоре     | Кот-д'Івуар | 9     |
| Манушу             | Ангола      | 9     |
| Андре Аю           | Гана        | 8     |
| Асамоа Г'ян        | Гана        | 8     |
| Ахмед Хассан       | Єгипет      | 8     |
| Паскаль Фейндуно   | Гвінея      | 8     |

## Сумарні показники команд
Сумарні показники команд по закінченню Кубка африканських націй 2023.
| Рейтинг | Команда              | Участей | І   | В  | Н  | П  | Г+  | Г-  | РГ  | О(1) |
| ------- | -------------------- | ------- | --- | -- | -- | -- | --- | --- | --- | ---- |
| 1       | Єгипет               | 26      | 111 | 60 | 24 | 27 | 175 | 97  | +78 | 204  |
| 2       | Нігерія              | 20      | 104 | 57 | 24 | 23 | 146 | 95  | +50 | 195  |
| 3       | Гана                 | 24      | 105 | 54 | 23 | 28 | 138 | 93  | +45 | 185  |
| 4       | Кот-д'Івуар          | 25      | 106 | 48 | 30 | 28 | 152 | 111 | +41 | 174  |
| 5       | Камерун              | 21      | 95  | 46 | 31 | 18 | 142 | 90  | +52 | 169  |
| 6       | Марокко              | 19      | 74  | 29 | 25 | 20 | 87  | 65  | +22 | 112  |
| 7       | Сенегал              | 17      | 71  | 30 | 18 | 23 | 87  | 58  | +29 | 108  |
| 8       | Алжир                | 20      | 80  | 28 | 24 | 28 | 97  | 93  | +4  | 108  |
| 9       | Туніс                | 21      | 83  | 25 | 30 | 27 | 99  | 97  | +2  | 105  |
| 10      | Замбія               | 18      | 69  | 27 | 19 | 23 | 83  | 70  | +13 | 100  |
| 11      | ДР Конго             | 20      | 80  | 21 | 29 | 30 | 94  | 107 | −13 | 92   |
| 12      | Малі                 | 13      | 59  | 21 | 21 | 17 | 71  | 69  | +2  | 84   |
| 13      | ПАР                  | 11      | 50  | 18 | 16 | 16 | 55  | 48  | +7  | 70   |
| 14      | Гвінея               | 14      | 52  | 15 | 18 | 19 | 65  | 72  | −7  | 63   |
| 15      | Буркіна-Фасо         | 13      | 52  | 10 | 17 | 25 | 51  | 78  | −27 | 47   |
| 16      | Ангола               | 9       | 31  | 7  | 13 | 11 | 39  | 43  | −4  | 34   |
| 17      | Габон                | 8       | 25  | 7  | 10 | 8  | 24  | 27  | −3  | 31   |
| 18      | Екваторіальна Гвінея | 4       | 19  | 8  | 5  | 6  | 20  | 18  | +2  | 29   |
| 19      | Республіка Конго     | 7       | 26  | 7  | 7  | 12 | 27  | 37  | −10 | 28   |
| 20      | Судан                | 9       | 27  | 7  | 7  | 13 | 29  | 42  | −13 | 28   |
| 21      | Ефіопія              | 11      | 30  | 7  | 4  | 19 | 31  | 67  | −36 | 25   |
| 22      | Кабо-Верде           | 4       | 16  | 5  | 8  | 3  | 14  | 12  | +2  | 21   |
| 23      | Того                 | 8       | 25  | 3  | 8  | 14 | 19  | 42  | −23 | 17   |
| 24      | Уганда               | 7       | 23  | 4  | 3  | 16 | 21  | 38  | −17 | 15   |
| 25      | Лівія                | 3       | 11  | 3  | 5  | 3  | 12  | 13  | −1  | 14   |
| 26      | Зімбабве             | 5       | 15  | 3  | 2  | 10 | 16  | 31  | −15 | 11   |
| 27      | Гамбія               | 2       | 8   | 3  | 1  | 4  | 6   | 10  | -4  | 10   |
| 28      | Кенія                | 6       | 17  | 2  | 4  | 11 | 11  | 31  | −20 | 10   |
| 29      | Мадагаскар           | 1       | 5   | 2  | 2  | 1  | 7   | 7   | 0   | 8    |
| 30      | Малаві               | 3       | 10  | 2  | 2  | 6  | 9   | 15  | −6  | 8    |
| 31      | Сьєрра-Леоне         | 3       | 8   | 1  | 3  | 4  | 4   | 14  | −10 | 6    |
| 32      | Намібія              | 4       | 13  | 1  | 3  | 9  | 11  | 31  | −20 | 6    |
| 33      | Ліберія              | 2       | 5   | 1  | 2  | 2  | 5   | 7   | −2  | 5    |
| 34      | Мавританія           | 3       | 10  | 1  | 2  | 7  | 4   | 16  | −12 | 5    |
| 35      | Бенін                | 4       | 14  | 0  | 5  | 9  | 7   | 24  | −17 | 5    |
| 36      | Руанда               | 1       | 3   | 1  | 1  | 1  | 3   | 3   | 0   | 4    |
| 37      | Мозамбік             | 5       | 15  | 0  | 4  | 11 | 8   | 33  | −25 | 4    |
| 38      | Коморські Острови    | 1       | 4   | 1  | 0  | 3  | 4   | 7   | −3  | 3    |
| 39      | Танзанія             | 3       | 9   | 0  | 3  | 6  | 6   | 18  | −12 | 3    |
| 40      | Гвінея-Бісау         | 4       | 12  | 0  | 3  | 9  | 4   | 19  | −15 | 3    |
| 41      | Нігер                | 2       | 6   | 0  | 1  | 5  | 1   | 9   | −8  | 1    |
| 42      | Бурунді              | 1       | 3   | 0  | 0  | 3  | 0   | 4   | −4  | 0    |
| 43      | Маврикій             | 1       | 3   | 0  | 0  | 3  | 2   | 8   | −6  | 0    |
| 44      | Ботсвана             | 1       | 3   | 0  | 0  | 3  | 2   | 9   | −7  | 0    |

(1) — кількість очок, обчислена за системою «3 очка за перемогу». Насправді така система була впроваджена лише в 1994 році, до того переможець здобував 2 очка.